# Kuchary (powiat łęczycki)
Kuchary (Kuchary I) – wieś w Polsce położona w województwie łódzkim, w powiecie łęczyckim, w gminie Witonia.
Dawniej zarówno Kuchary (powiat łęczycki, k. Węglewic), jak i Kuchary (powiat kutnowski, k. Strzegocina) należały do gminy Witonia. Dlatego Kuchary k. Węglewic nazywano Kucharami Pierwszymi, a Kuchary k. Strzegocina – Kucharami Drugimi. Obecnie Kuchary Drugie należą do gminy Krzyżanów w powiecie kutnowskim.
W latach 1975–1998 miejscowość należała administracyjnie do województwa płockiego.